# Trésor de Robache
Pour l’article homonyme, voir Robache.
Le trésor de Robache est un ensemble de monnaies gauloises, des petits quinaires d'argent de la période finale de La Tène, initialement rassemblés dans une enveloppe céramique en partie percée, découverte le 26 juin 1844 sur les rives du Robache ou ruisseau de Robache, affluent de la Meurthe en aval du hameau homonyme, en contrebas de la face occidentale de l'Ormont. Il fait partie des rares découvertes monétaires importantes recensées dans le bassin permien à Saint-Dié-des-Vosges.

## Description

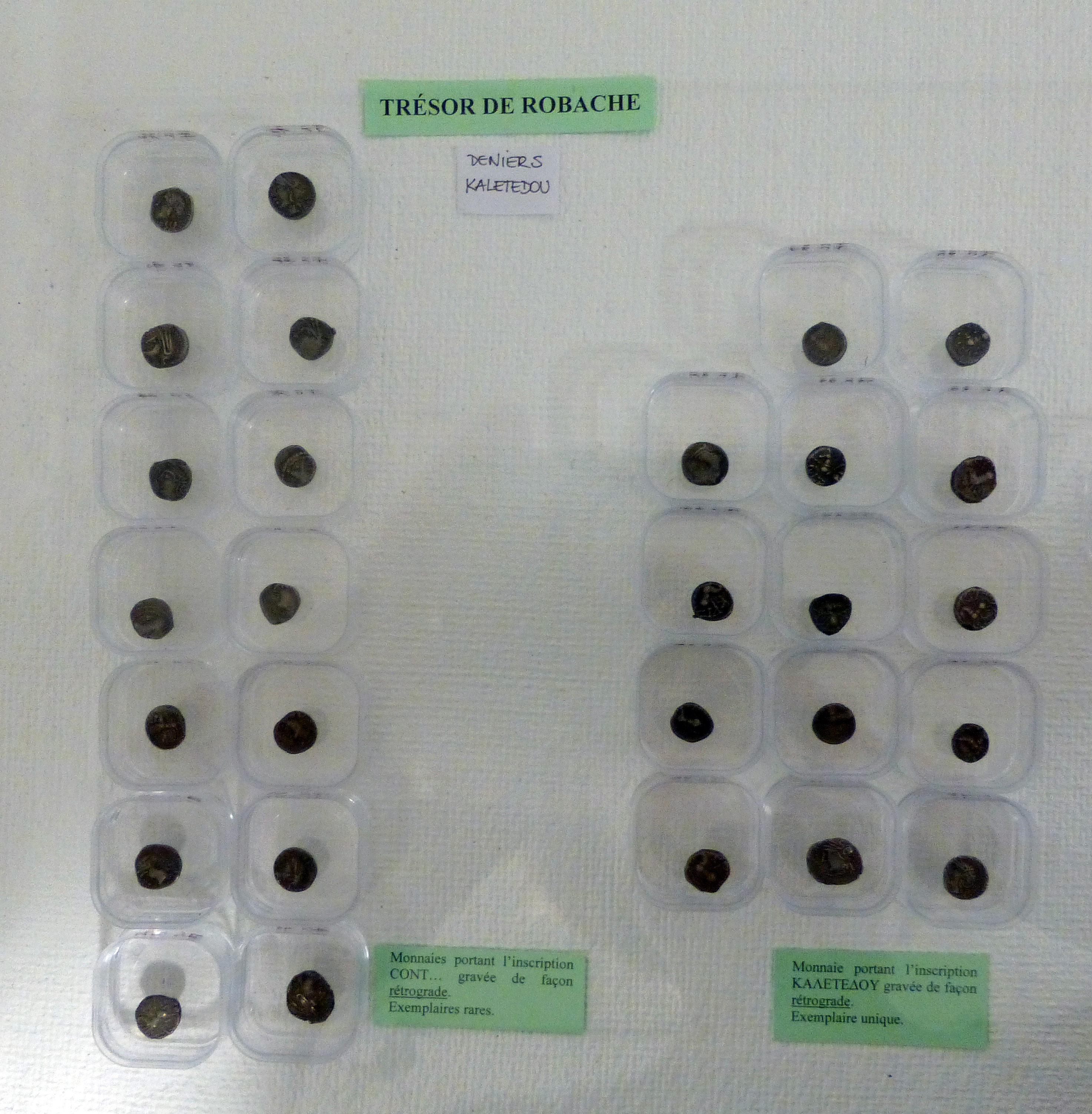
Trésor de Robache au musée Pierre-Noël.

Ce trésor monétaire découvert en 1844, dans un récipient céramique, était composé d’un peu plus de 3 500 monnaies gauloises. Aujourd'hui, il ne resterait plus que 207 monnaies réparties entre le musée Pierre-Noël de Saint-Dié-des-Vosges, le Musée départemental d’art ancien et contemporain d’Épinal et des collections privées.
À la suite de l’étude de ces monnaies, 196 ont été identifiées à des quinaires de type Kaletedoy, 4 à des quinaires Aedui, 2 quinaires de type Conde, 2 de type Q Doci Sam, 1 de type Togirix, et 1 de type Solima.

## Hypothèses
Ces monnaies d’argent auraient été enfouies au cours de la guerre des Gaules. Le fait de ne pas avoir trouvé d’autres monnaies, en potin par exemple, et la découverte d’une stèle à deux personnages dans le secteur de Robache pourrait confirmer la présence d’un sanctuaire de source dans les environs.
Aujourd'hui disparue, cette stèle de Robache est composée de deux personnages se tenant debout sous une voûte. Le premier, une femme à gauche, tiendrait une serpe de la main droite et un maillet de la main gauche. Le second personnage, un homme imberbe à droite, tiendrait un coffret de sa main droite et un objet indiscernable de sa main gauche. Des comparaisons avec la stèle dite de Dijon, et l’autel de Sarrebourg, où sont représentés le dieu gaulois au maillet Sucellos et sa parèdre Nantosuelta, la déesse-rivière, sont à faire.

## Autres trésors locaux
D'autres trésors monétaires auraient été trouvés en 1770 et 1826 à Robache, composés de monnaies consulaires appelées « serrati ».